# Hraniční oblast 32 (mobilizace 1938)
Hraniční oblast 32 byla vyšší jednotkou československé armády, složením odpovídající přibližně divizi, působící v době mobilizace v roce 1938 v rámci I. sboru a jejím úkolem byla obrana hlavního obranného postavení v úseku Stachy – Toužim. Celková délka hlavního obranného postavení činila 135 km.
Velitelem Hraniční oblasti 32 byl brigádní generál Jan Kloud.
Stanoviště velitele se nacházelo v Plzni.

## Úkoly Hraniční oblasti 32
Obrana hlavního obranného postavení v západních Čechách ve spolupráci s 2. divizí, která byla v oblasti umístěna jako manévrovací jednotka.

## Podřízené jednotky
- pěší pluk 18 (SV Všeruby u Plzně)
- pěší pluk ZLO 153 (Stod)
- pěší pluk 35 (SV Plánice)
- dělostřelecký oddíl III/32
- dělostřelecký oddíl II/131
- četa lehkých tanků
- četa tančíků 3
- četa obrněných automobilů 1
- stálý obrněný vlak 1
- improvizovaný obrněný vlak 32
- telegrafní prapor 32
- ženijní rota 24
- ženijní prapor 21 (motorizovaný)

## Početní stav k 1. říjnu 1938
~ 20 000 mužů

## Další informace
- v úseku Hraniční oblasti 32 bylo vybetonováno 57 % plánovaných objektů lehkého opevnění
- na 1 km obranného postavení připadalo v průměru 0,44 kanonu proti útočné vozbě